# Женевер

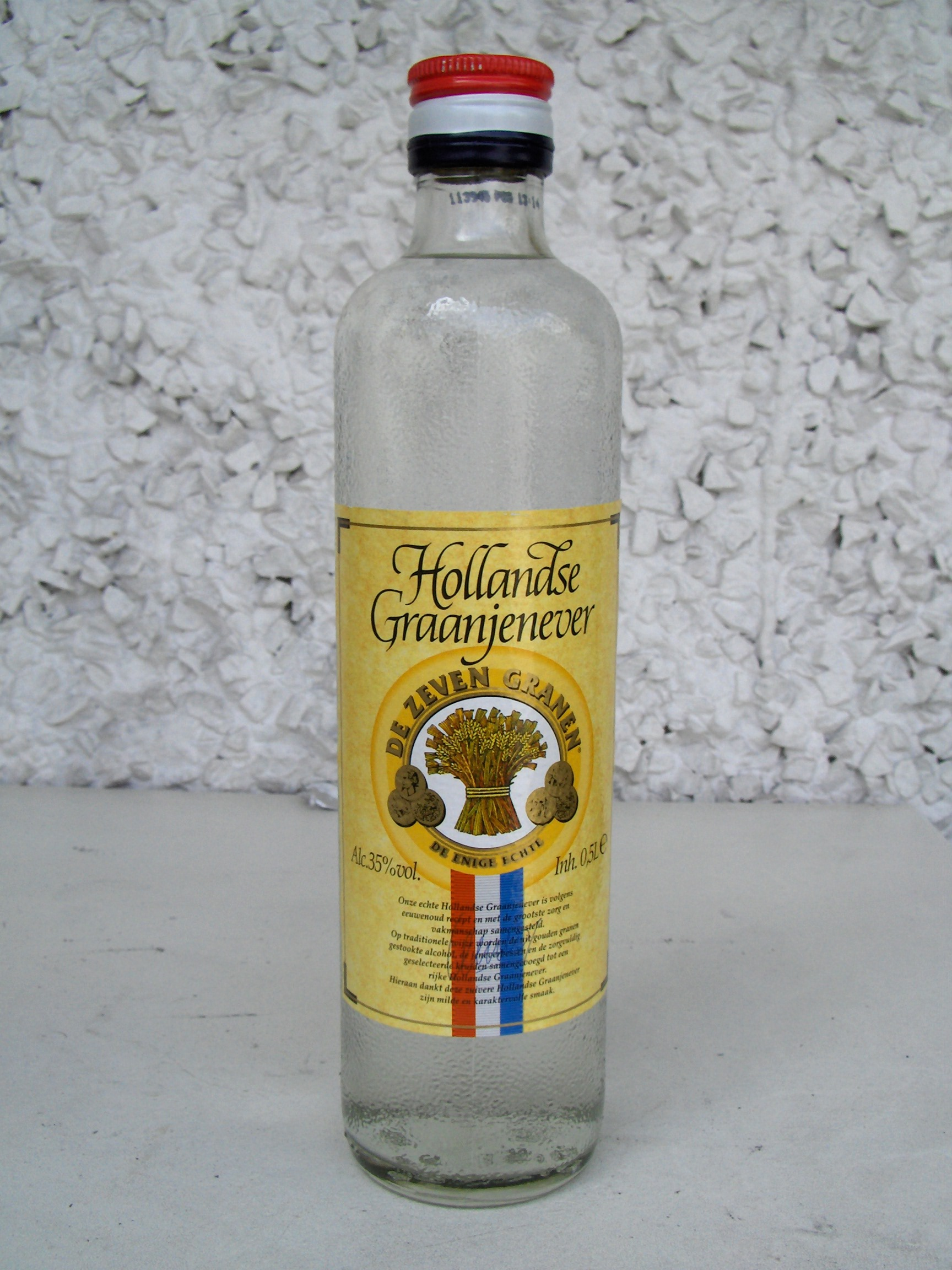
Півлітрова пляшка голландського женевера

Женевер (нід. jenever,  МФА : [jəneːvər]) — нідерландський міцний спиртний напій, отриманий шляхом дистиляції переброженого сусла з соложеного ячменю і ароматизованого ягодами ялівцю з іншими прянощами. Виробляється в Нідерландах і Бельгії. 
Винахідником женеверу вважають хіміка Франциска Сільвія, який вперше виготовив його 1650 році у Лейдені.

## Склад напою
Ячмінь, жито, кукурудза, ягоди ялівцю та інші прянощі — компоненти для виробництва класичного женевера, який внаслідок цього зазвичай називається «graanjenever», тобто зерновий женевер. Компоненти зброджуються, як для виробництва віскі, але у вихідну бражку додаються ягоди ялівцю і прянощі. 

## Виробництво
Виробництво женевера розпочинається з вибору якісних зернових культур, таких як ячмінь, жито, кукурудза або пшениця. Їх подрібнюють та замочують, розпочинаючи процес ферментації.
Пізніше додаються дріжджі, які, протягом декількох тижнів перетворюють цукри на спирт, тривалість цього процесу залежить від бажаного смаку та аромату. В результаті утворюється брага — рідка суміш з високим вмістом спирту.
Далі бражку переганяють у спеціальних мідних апаратах, щоб відокремити спирт від інших компонентів, цей процес проходить у кілька етапів, щоб отримати чистий спирт з бажаним рівнем міцності.
Отриманий спирт розбавляють водою до необхідної міцності та ароматизують ягодами ялівцю та іншими прянощами. Вибір прянощів може варіюватися, але до складу женевера зазвичай входять: коріандр, мускатний горіх, аніс, цедра апельсина та лимона, додатково можуть використовуватись кардамон, гвоздика, кориця, імбир і фенхель.
Деякі види женевера витримують у дубових бочках протягом декількох років, наприклад, витримка в дубі надає женеверу характерного золотистого кольору, а також більш складний та глибокий смак. Готовий женевер фільтрують, щоб видалити будь-які домішки та розливають у пляшки. 

## Види женеверу
Основні види женеверу включають: 
- Молодий женевер (Jonge) — це найлегший і найдоступніший вид женевера. Він має прозорий колір та свіжий ялівцевий смак, що робить його ідеальним для коктейлів або аперитиву.

- Старий женевер (Oude) витримується в дубових бочках протягом декількох років. В результаті він набуває золотистого кольору та складного округлого смаку з нотками ванілі, спецій та деревини. Цей вид женевера зазвичай вживається чистим або з льодом.

- Високоградусний женевер (Korenwijn) — це найміцніший вид женевера, з вмістом спирту до 47%. Він витримується в дубових бочках протягом тривалого часу, що надає йому глибокий бурштиновий колір та багатий насичений смак з нотками карамелі, тютюну та прянощів. Korenwijn вживається чистим або з льодом як дигестив.

Також, досить популярним є фруктовий женевер, що ароматизується фруктами, такими як яблука, груші, апельсини або сливи. Він має солодкий фруктовий смак, що робить його ідеальним для вживання в чистому вигляді, з льодом, або в коктейлях.

## Женевер і джин
На відміну від британського джину, одержуваного перегонкою спиртової настоянки ялівцевої ягоди і прянощів, женевер частково зберігає аромат і присмак вихідної зернової сировини. За суттю, женевер (або, як його називають в англомовних країнах, «джіневер») є прабатьком джина. Коли голландський правитель Вільгельм III зійшов на англійський престол, женевер був привезений в Англію, де його спробували були випускати, але невдало — була порушена рецептура. Однак завдяки цьому в Англії з'явився власний різновид «ялівцівки» — джин.

## Традиції вживання
Традиційно женевер подають у келиху у формі тюльпана, наповненому женевером доверху і завдяки поверхневому натягу рівень женеверу може бути навіть трохи вищим за край келиха. Ці келихи часто попередньо охолоджують в морозильній камері. Оскільки келих дуже повний, перші ковтки рекомендується робити не тримаючи його, а залишаючи на столі та нахиляючись, щоб піднести рота до склянки.
Молодий женевер зазвичай подають кімнатної температури, іноді  з додаванням цукру та маленькою ложкою для розмішування. Також молодий женевер можна подавати холодним з морозилки або з льодом.
Якісніші Старий та Високоградусний женевери  зазвичай подають кімнатної температури.
Іноді женевер запивають пивом (зазвичай світлим), такий спосіб називається «копстут» (kopstoot). У Фландрії та Південній Голландії, коли склянку женевера занурюють у келих з пивом, цей коктейль називається «Підводний човен» (duikboot).